# نسبیت (تگزاس)
نسبیت، تگزاس(به انگلیسی: Nesbitt, Texas) شهری در ایالت تگزاس از ایالات جنوبی ایالات متحده آمریکا است. در سرشماری سال ۲۰۰۰، جمعیت این شهر ۳۰۲ نفر اعلام شد.